# Lieja-Bastogne-Lieja 1992
La Lieja-Bastogne-Lieja 1992 fou la 78a edició de la clàssica ciclista Lieja-Bastogne-Lieja. La cursa es va disputar el diumenge 19 d'abril de 1992, sobre un recorregut de 262 km, i era la quarta prova de la Copa del Món de ciclisme de 1992.
El belga Dirk de Wolf (Gatorade-Chateau d'Ax) s'imposà en solitari en l'arribada Lieja amb mig minut sobre els seus immediats perseguidors, el neerlandès Steven Rooks (Buckler-Colnago-Decca) i el francès Jean-François Bernard (Banesto).

## Classificació general
|    | Ciclista                    | Equip                 | Temps      |
| -- | --------------------------- | --------------------- | ---------- |
| 1  | Dirk De Wolf (BEL)          | Gatorade-Chateau d'Ax | 7h 18' 06" |
| 2  | Steven Rooks (NED)          | Buckler-Colnago-Decca | + 30"      |
| 3  | Jean-François Bernard (FRA) | Banesto               | + 30"      |
| 4  | Davide Cassani (ITA)        | Ariostea              | + 1' 35"   |
| 5  | Tony Rominger (SUI)         | Clas-Cajastur         | + 2' 00"   |
| 6  | Gérard Rué (FRA)            | Castorama             | + 2' 00"   |
| 7  | Gert-Jan Theunisse (NED)    | TVM-Sanyo             | + 2' 00"   |
| 8  | Giorgio Furlan (ITA)        | Ariostea              | + 2' 00"   |
| 9  | Robert Millar (GBR)         | TVM-Sanyo             | + 2' 07"   |
| 10 | Edwig van Hooydonck (BEL)   | Buckler-Colnago-Decca | + 2' 12"   |